# 水定镇
水定镇（維吾爾語：سۈيدۈڭ بازىرى‎），舊稱绥定鎮，是中华人民共和国新疆维吾尔自治区伊犁哈萨克自治州霍城县下辖的一个镇。

## 行政区划
水定镇下辖以下地区：
东关社区、南关社区、团结社区、朝南社区、朝北社区、新荣社区、拜什克来木社区、奇宁巴克社区、阿扎克社区、柳树巷子村、沙海庄子村、韩家庄子村和团结村。